# Talang Sakti
Talang Sakti is een bestuurslaag in het regentschap Muko-Muko van de provincie Bengkulu, Indonesië. Talang Sakti telt 563 inwoners (volkstelling 2010).